# Nationales Nachrichtenmuseum Finnlands
Das Nationale Nachrichtenmuseum Finnlands (finnisch Valtakunnallinen Viestimuseo) ist ein Museum für Nachrichtentechnik mit Schwerpunkt militärische Funktechnik und Militärnachrichtendienst. Es wurde 1974 eröffnet und befindet sich in der finnischen Stadt Hämeenlinna, knapp 100 km nördlich von Helsinki.

## Geschichte
Das Gebäude, in dem sich heute das Museum befindet, wurde 1913 errichtet, also noch während der russischen Zeit, und fungierte damals als Offiziersclub. Seit 1974 beherbergt es das Nationale Nachrichtenmuseum. Es wird ehrenamtlich betrieben.

## Ausstellung
Das Museum präsentiert etwa 400 Kommunikationsgeräte mit Fokus auf die militärische Kommunikation sowie etwa 100 weitere Exponate und rund 200 historische Fotografien. Die Ausstellungsstücke sind chronologisch in sieben Abteilungen angeordnet, vom Altertum bis zur Moderne.
Die Spanne der präsentierten Kommunikationstechnik reicht von der Taubenpost bis hin zu modernen Mobiltelefonen. Besondere Kostbarkeiten sind ein Typendrucktelegraf (Bild) von David Edward Hughes aus dem 19. Jahrhundert, ein ferngesteuerter Minen-Detonator, diverse Signalpistolen und eine deutsche Enigma-Chiffriermaschine aus dem Zweiten Weltkrieg.